# Yarralin
Yarralin – miasto w Australii, w Terytorium Północnym.